# NGC 404

NGC 404

في الفهرس العام الجديد NGC 404 هي مجرة محدبة وحيدة تقع على مسافة تقدر بحوالي 10 ملايين سنة ضوئية في كوكبة المرأة المسلسلة.اكتشفها ويليام هيرشيل في 1784، وهي مرئيه من خلال مقراب صغير. تقع NGC 404 خارج المجموعة المحلية مباشرة ولا يبدو أنها مقيدة بالجاذبية معها. الجدير بالملاحظة أنها تقع على بعد 7 دقائق قوسية من نجم القدر الثاني بطن الحوت (جنب المسلسلة-بيتا المرأة المسلسلة- Mirach) مما يصعب رصدها أو تصويرها وتلقب «بشبح ميراش» "Mirach's Ghost".

## الخصائص الفيزيائية
NGC 404 مجرة محدبة قزمة معزولة جدا، أسطع بقليل وأصغر من سحابة ماجلان الصغرى  وعلى خلاف العديد من المجرات البدائية NGC 404 غنية جدا بالهيدروجين المحايد، معظمه يتركز في حلقات مزدوجة كبيرة حول المجرة. كما أن لديها نشاط تكوين نجوم سواء في مركزها أو في مناطقها الخارجية، وإن كان ذلك على مستوى منخفض.
وتحتوي NGC 404 على منطقة خط أنبعاثات نووي منخفض التأين كما يوجد عنقود نجمي فالمركز، فضلا عن إحتمال وجود ثقب أسود هائل كتلتة تعادل عشرات الآلاف من الكتلة الشمسية.

## ملاحظة
1. ^ معدل (3.03 ± 0.15, 3.1 ± 0.4) = ((3.03 + 3.1) / 2) ± ((0.152 + 0.42)0.5 / 2) = 3.07 ± 0.21

## وصلات خارجية
- NGC 404 على موقع ويكي سكاي: DSS2, SDSS, GALEX, IRAS, Hydrogen α, X-Ray, Astrophoto, Sky Map, Articles and images